# Henny Porten

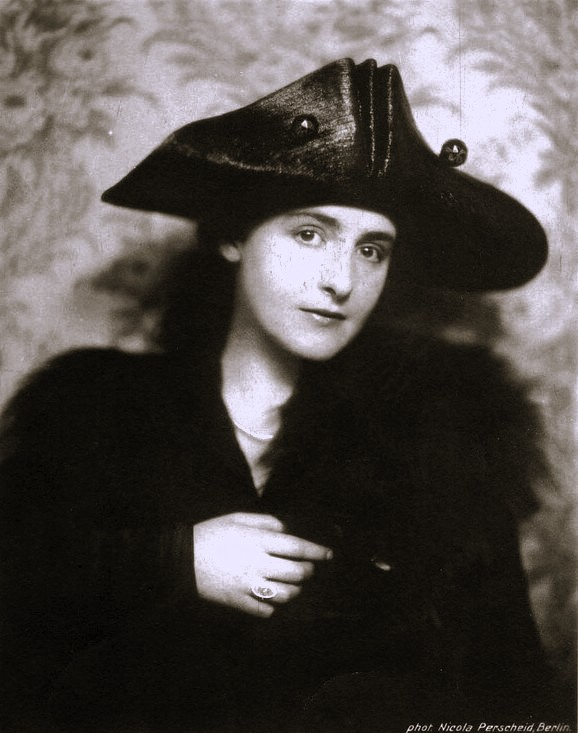
Henny Porten fotografiada por Nicola Perscheid

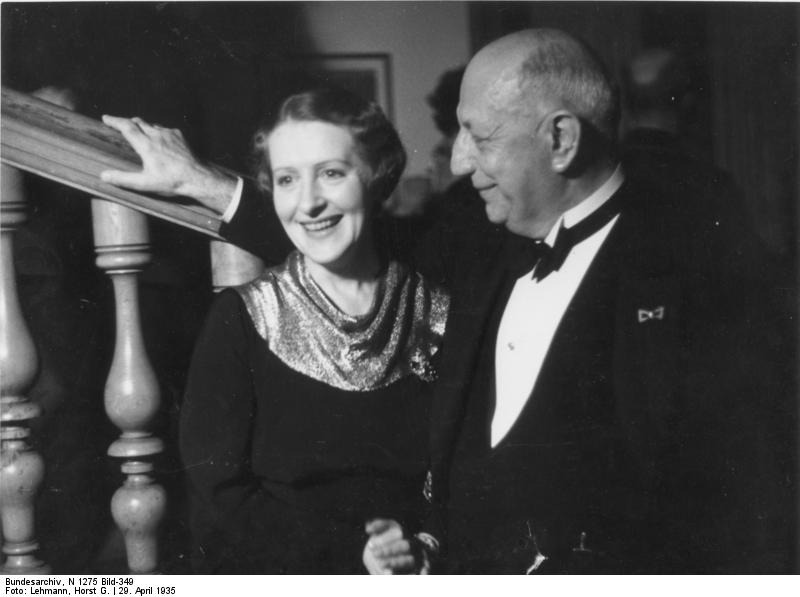
Henny Porten con Oskar Messter en 1935

Henny Porten (7 de enero de 1890 – 15 de octubre de 1960) fue una actriz y productora cinematográfica alemana, activa principalmente en la época del cine mudo. A lo largo de su trayectoria artística entre 1906 y 1955 trabajó en más de 170 producciones.

## Biografía
Su verdadero nombre era Frieda Ulricke Porten, y nació en Magdeburgo, Alemania. Porten fue una de las escasas intérpretes alemanas que se inició en el cine sin tener experiencia teatral previa. En muchas de sus primeras películas fue dirigida por su marido, Curt A. Stark, con el que se había casado el 10 de octubre de 1912, y que falleció durante la Primera Guerra Mundial mientras luchaba en Transilvania en el frente rumano en 1916. Su padre, Franz Porten, también había sido actor y director cinematográfico.
En los años 1910 trabajó activamente en el cine, convirtiéndose, junto a Asta Nielsen, en la primera estrella del cine alemán.
Porten fundó en 1919 una productora cinematográfica propia, que en 1924 se fusionó con la firma de Carl Froelich. También en 1919, rodó Irrungen, film en el que se exponía crítica de carácter social. El mismo año actuó en la versión de la obra de Gerhart Hauptmann Rose Bernd. En 1920, consiguió un gran éxito con las películas dirigidas por Ernst Lubitsch Anna Boleyn (protagonizada por Emil Jannings) y Kohlhiesels Töchter. En 1921 siguió trabajando con reconocidos directores, destacando la producción dirigida por Ewald André Dupont Die Geierwally, Hintertreppe (1921), de Leopold Jessner, y la cinta de 1923 de Robert Wiene I.N.R.I.
La actriz en un principio era escéptica con relación al cine sonoro, pero finalmente trabajó con el nuevo medio, debutando en 1930 con el Film Skandal um Eva.
El 24 de junio de 1921 volvió a casarse, esta vez con Wilhelm von Kaufmann (1888–1959), médico de origen judío, entonces director del Sanatorio „Wiggers Kurheim“, en Garmisch-Partenkirchen, y que a partir de entonces se hizo cargo de la producción de las películas de Porten. Cuando los Nazis tomaron el poder y ella se negó a divorciarse de su marido judío, su carrera se interrumpió totalmente, por lo que decidió emigrar, siéndole negado el visado a fin de prevenir una impresión negativa. A pesar de ello, y gracias a la intercesión de Albert Göring, durante la época Nazi pudo rodar diez películas, y su apacible y consoladora personalidad ayudó a calmar al público enfrentado con los bombardeos aliados. En 1944, tras ser destruida su casa por un proyectil, el matrimonio hubo de vivir en la calle al estar prohibido refugiar a un judío. Finalizada la Segunda Guerra Mundial, Porten trabajó para los estudios DEFA.
Henny Porten falleció en Berlín, Alemania, en 1960. Fue enterrada en el Cementerio Kaiser-Wilhelm-Gedächtnis de Berlín.
En 1960 se le otorgó la Orden del Mérito de la República Federal de Alemania.

## Salto a la fama
Fue en La porcelana de Meissner (1906), que Henny Porten hizo su primera aparición en el cine. Se trató de un modesto papel en una película sonorizada, de muy corta duración, que su padre, Franz Porten, dirigió para Oskar Messter. En 1907, después de terminar sus estudios en el Colegio De Múgica para Hijas Mayores, la joven Porten se convirtió en una actriz profesional y trabajó con la Deutsche Mutoskop und Biograph GmbH antes de firmar un contrato de exclusividad con Messter y de protagonizar la cinta Lohengrin (1910), basada en la ópera en tres actos de Richard Wagner. Aunque sin grande éxito de taquilla en un principio, su llamativa apariencia y su estilo sencillo de actuar ejercieron un efecto magnético para el público.
Fue con la película El amor de una joven ciega (1910), que Henny se convirtió en la primera diva del cine alemán. En 1912 apareció en Amor enmascarado, el primer largometraje de la Messters-Projection GmbH, Berlin, a la que siguieron un centenar de filmes hasta 1918. Es por esto mismo que su nombre se identifica con el ascenso de la industria cinematográfica alemana.

## "Chica Messter"
Los primeros productores de cine alemán renunciaban a revelar los nombres de los actores de sus películas, temiendo que les cobraran más dinero. De ahí que Henny Porten no fuera conocida por su nombre sino por el epíteto de la “chica Messter”. Pero en 1910, cuando Henny actuó en el melodrama El amor de una joven ciega con tanto éxito, Messter se vio obligado a dar a conocer al público el nombre de su intérprete. Y acto seguido, la actriz le pidió un aumento de sueldo.

## Tipo de personajes que interpretaba
Los personajes que Henny Porten representaba en sus películas, surgían de la vida cotidiana del pueblo y permitían a los espectadores alemanes reconocer estructuras familiares para ellos. Casi siempre se trataban de historias tomadas de las novelas por entregas sacadas de las revistas. Por ello, los círculos artísticos e intelectuales del país calificaron a la actriz como “la estrella de la gente común”. Como un símbolo de todo lo que las élites culturales despreciaban de la clase baja. Esos mismos círculos atribuían la popularidad de Henny a su personificación de la imagen tradicional de la mujer alemana: una plácida, voluptuosa, pero no erótica rubia, que encarnaba valores como el autosacrificio, la indulgencia y la sumisión. Porten fue fiel a esta caracterización desde 1910 hasta el final de la época del cine mudo.
Henny Porten solía interpretar a mujeres que encontraban su realización en servir a los demás y en el autosacrificio, que se entregaban a la sumisión incluso en contra de su voluntad. En estas películas se exponían la represión social que el patriarcalismo ejercía sobre las mujeres, mostraban cómo las mujeres con relaciones extramaritales o que eran madres solteras eran apartadas de la vida social, y se mostraba la competencia desigual entre hombres y mujeres en el trabajo.

## Filmografía
| - 1906: Apachentanz - 1907: Meissner-Porzellan - 1911: Das Liebesglück der Blinden - 1911: Tragödie eines Streiks - 1912: Der Schirm mit dem Schwan - 1913: Komtesse Ursel - 1914: Gretchen Wendland - 1915: Der Sieg des Herzens - 1915: Märtyrerin der Liebe - 1916: Abseits vom Glück - 1917: Die Claudi vom Geiserhof - 1917: Die Faust des Riesen - 1917: Die Ehe der Luise Rohrbach - 1917: Die Prinzessin von Neutralien - 1917: Christa Hartungen - 1918: Das Geschlecht derer von Ringwall - 1918: Auf Probe gestellt - 1918: Agnes Arnau und ihre drei Freier - 1918: Das Maskenfest des Lebens - 1918: Gefangene Seele - 1918: Die Heimkehr des Odysseus - 1918: Die Dame, der Teufel und die Probiermamsell - 1919: Irrungen - 1919: Rose Bernd - 1919: Monica Vogelsang - 1920: Kohlhiesels Töchter - 1920: Anna Boleyn - 1921: Die Geierwally - 1921: Hintertreppe - 1922: Frauenopfer | - 1923: Inge Larsen - 1923: Der Kaufmann von Venedig - 1923: Die Liebe einer Königin - 1923: Das alte Gesetz - 1923: I.N.R.I. - 1923: Das Geheimnis vom Brinkenhof - 1924: Mutter und Kind - 1924: Das goldene Kalb - 1926: Rosen aus dem Süden - 1928: Liebe im Kuhstall - 1928: Lotte - 1928: Zuflucht - 1929: Die Frau, die jeder liebt, bist Du! - 1929: Mutterliebe - 1929: Die Herrin und ihr Knecht - 1930: Skandal um Eva - 1931: 24 Stunden aus dem Leben einer Frau - 1931: Luise, Königin von Preußen - 1933: Mutter und Kind (también guionista) - 1935: Krach im Hinterhaus - 1938: War es der im 13. Stock? - 1941: Komödianten - 1942: Symphonie eines Lebens - 1943: Wenn der junge Wein blüht - 1943: Familie Buchholz - 1943: Neigungsehe - 1950: Absender unbekannt - 1954: Carola Lamberti – Eine vom Zirkus - 1955: Das Fräulein von Scuderi - 1958: Das gab’s nur einmal |